# Trofeu Portus Amanus
El Trofeu Portus Amanus és una regata de rem en banc fix que es va celebrar anualment a Castro Urdiales, Cantàbria des del 1971 fins al 1984.

## Palmarès
| Edició | Any  | Guanyador | Segon      | Tercer        |
| ------ | ---- | --------- | ---------- | ------------- |
| I      | 1971 | --        | --         | --            |
| II     | 1972 | --        | --         | --            |
| III    | 1973 | --        | --         | --            |
| IV     | 1974 | Kaiku 2   | Castro     | San Sebastián |
| V      | 1975 | Castro    | Santander  | Hernani       |
| VI     | 1976 | Castro    | Hernani    | Kaiku         |
| VII    | 1977 | Hernani   | Santurce B | Castro        |
| VIII   | 1978 | Kaiku     | Santurce   | Castro        |
| IX     | 1979 | Santurce  | Kaiku      | Pedreña       |
| X      | 1980 | Algorta   | Santurce   | Kaiku         |
| XI     | 1981 | Kaiku     | Santurce   | Castro        |
| XII    | 1982 | Zumaya    | Orio       | Santurce      |
| XIII   | 1983 | Kaiku     | Zumaya     | Orio          |
| XIV    | 1984 | Zumaya    | Orio       | Ciérvana      |